# Киргиж
Кирги́ж — річка в Україні, в межах Болградського району Одеської області. Ліва притока Киргиж-Китаю (басейн Дунаю).

## Опис
Довжина 54 км, площа водозбірного басейну 219 км². Похил річки 3 м/км. Долина коритоподібна, схили розчленовані ярами. Ширина долини до 2 км, глибина до 40 м. Заплава двостороння, завширшки 0,3—0,5 км. Річище слабозвивисте. Споруждено 2 невеликі водосховища і кілька ставків. Використовується на господарські потреби.

## Розташування
Киргиж бере початок на захід від селища Бессарабське (поруч з українсько-молдовським кордоном). Тече на південь і (частково) південний схід. Впадає до Киргиж-Китаю на північ від села Острівного. 